# برفتان
برفتان، روستایی است از توابع بخش کمالان شهرستان علی‌آباد در استان گلستان ایران.در این روستاو عموم مردم کشاورز وبیشتر آنها به کشت توتون مشغول هستند
این روستا تشکیل شده از طوایف کتول واندکی سمنانی ونیشابوری
ساکنین اولیه روستا پلنگ،
تجری، اسفندیاری و...
هستند

## جمعیت
این روستا در دهستان استرآباد قرار دارد و براساس سرشماری مرکز آمار ایران در سال ۱۳۸۵، جمعیت آن
537 نفر 30خانوار) بوده‌است.بزرگ ترین طایفه در این روستا طایفه تجری میباشد(پزشک مهندس استاد دانشگاه..‌.)تماما از این طایفه به سطح کشور معرفی شده اند.رئیس شورا آقای دکتر بهزاد تجری میباشد ک این خود گویای نفوذ
```
این طایفه میباشد
[
۲
]
```